# Jamesbrittenia carvalhoi
Jamesbrittenia carvalhoi är en flenörtsväxtart som först beskrevs av Adolf Engler, och fick sitt nu gällande namn av O.M. Hilliard. Jamesbrittenia carvalhoi ingår i släktet Jamesbrittenia och familjen flenörtsväxter. Inga underarter finns listade i Catalogue of Life.